# Isaak Konstantinowitsch Kikoin

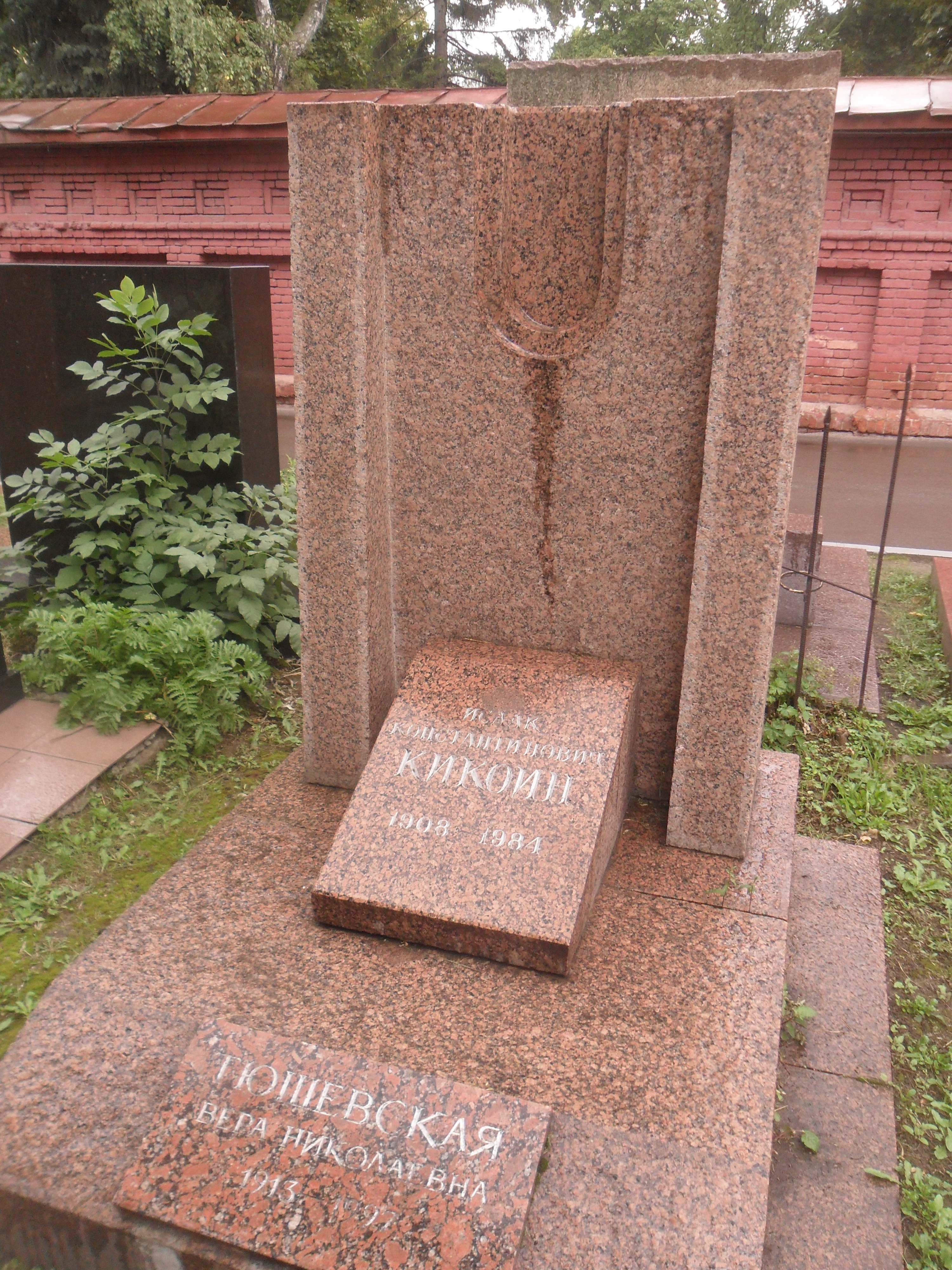
Grab von Isaak Konstantinowitsch Kikoin auf dem Nowodewitschi-Friedhof in Moskau.

Isaak Konstantinowitsch Kikoin (russisch Исаак Константинович Кикоин; * 15. Märzjul. / 28. März 1908greg. in Žagarė an der nördlichen Grenze Litauens; † 28. Dezember 1984 in Moskau) war ein sowjetischer Physiker.

## Leben und Werk
Er war Sohn eines Mathematiklehrers, besuchte die technische Schule in Pleskau (Pskow) und studierte dann am Leningrader Polytechnischen Institut. Hier entwickelte er das Interesse an der Wirkung von Magnetfeldern auf die elektromagnetischen Eigenschaften der kondensierten Materie. Mit seinen Experimenten in der Vorkriegszeit gewann er internationalen Ruf. Er war der Erste, der zeigte, dass der Hall-Effekt auftritt wenn ein Magnetfeld auf flüssiges Metall einwirkt, und dass sich die Leitfähigkeit ändert. Dieses Experiment gewann große Bedeutung für die Quantentheorie der elektrischen Leitfähigkeit.
1933 entdeckte er mit seinem Studenten M. N. Noskov den photoelektromagnetischen Effekt (Kikoin-Noskov-Effekt; eine photomagnetische Wirkung in Halbleitern).
1936 maß er im physikalisch technischen Institut im Ural die gyromagnetische Verhältnis in Supraleitern.
Zu Beginn des Zweiten Weltkriegs wechselte sein wissenschaftliches Interesse zur Lösung praktischer Probleme der Industrie.
Er gehörte zu den ersten sowjetischen Wissenschaftler, die 1943 mit Igor Wassiljewitsch Kurtschatow die nuklearen Entwicklung begonnen und das Kurtschatow-Institut gründeten, das 1946 den ersten sowjetischen Atomreaktor entwickelte. Er untersuchte verschiedenen Methoden der Urananreicherung. Mit Fritz Lange arbeitete er zunächst an der Gaszentrifuge. Als 1944 der russische Aufklärungsdienst die Nachricht brachte, dass die Amerikaner ein großes Diffusionswerk zur Isotopentrennung gebaut hatten, stellte er diese Arbeiten bis 1953 ein und konzentrierte die Arbeit auf die Diffusionsmethode.
1951 wurde er Held der sozialistischen Arbeit, 1953 Akademiemitglied, 1971 wurde ihm die Kurtschatow-Goldmedaille und 1978 die Lebedew-Goldmedaille verliehen.

## Aufzeichnungen und Ehrungen
- Leninorden (1945, 1951, 1953, 1954, 1958, 1968, 1978)[3]
- Leninpreis (1959)[3]
- Staatspreis der UdSSR (1967, 1980)[3]